# سياحة الأعمال

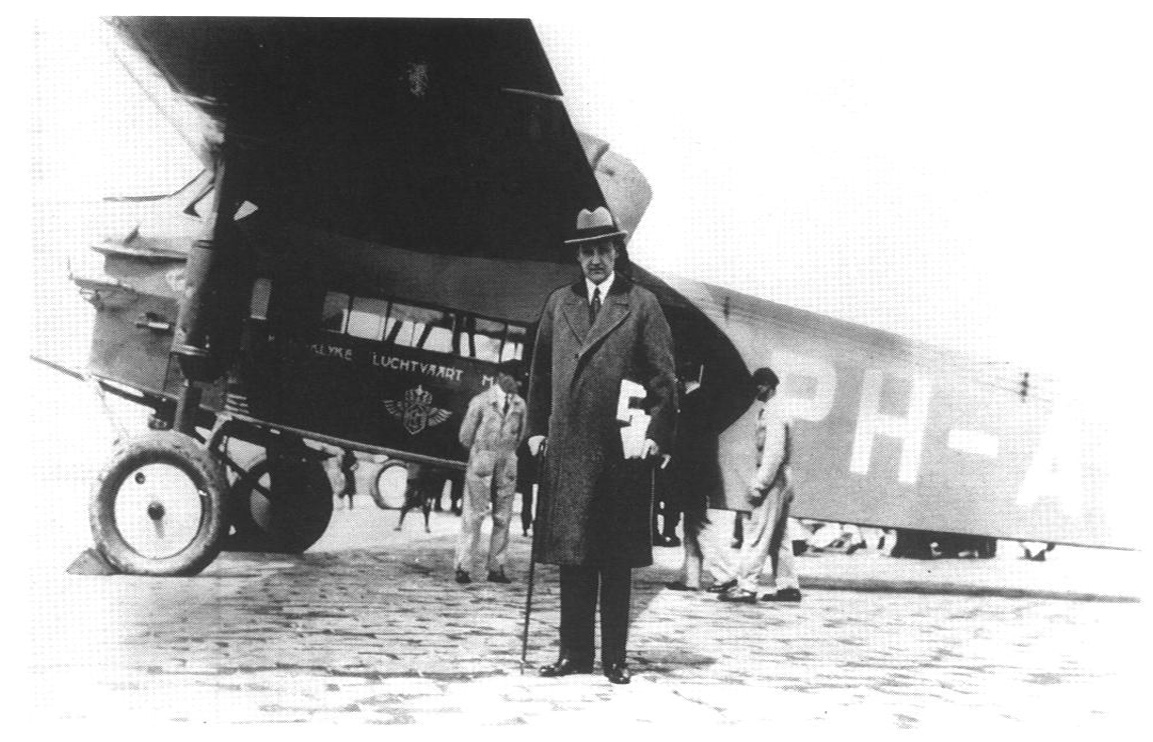

سياحة الأعمال (بالإنجليزية: Business Tourism)‏ هو مصطلح يقصد به الرحلات السياحية بغرض حضور المعارض والمؤتمرات والاجتماعات أو الاشتراك بها. وقد اهتمت الكثير من الدول بتنمية تلك الرحلات من خلال تطوير العناصر المرتبطة بها مثل تطوير مراكز المعارض والمؤتمرات والفنادق والمطارات وتطوير البيئة التنظيمية والإجراءات الحكومية وتطوير القدرات البشرية والتسويق لها.
واكتسب هذا النوع من الرحلات مسميات مختلفة مثل «سياحة الأعمال» و«سياحة المؤتمرات والمعارض» و«سياحة الاجتماعات»، وذلك بهدف وضعها في إطار محدد يسهل التعامل مع عناصرها وتطويرها وتسويقها. كما أنشئت الجمعيات المتخصصة فيها وازدادت الاستثمارات في الشركات المنظمة لها ونما عدد العاملين فيها حتى أصبحت مصدرا اقتصاديا مهماً وصناعة متخصصة لها طبيعتها، مع توفر جهات تشرف عليها وتهتم بها مثل وزرات وهيئات السياحة الحكومية.
تلعب الفعاليات الاقتصادية والتجارية دوراً مهماً في تهيئة أرضية صحية بين المستثمرين في مكان واحد، وكذلك تتيح التبادل التجاري وتوافر المعلومات عن الفرص الاستثمارية من ناحية المنافسة والجودة وغيرها من العوامل التي تساعد على القرارات في مجال التجارتين المحلية والدولية.
ونتيجة لذلك تسهم في تنمية وتطوير التجارة للشعوب والدول والمدن، فهي تلعب دوراً اقتصادياً وسياسياً مهماً في دعم الاقتصاد المحلي والتعريف بمنتجات وصناعة الدولة والترويج لها، إضافة إلى دورها الكبير في تنمية قطاع السياحة والتعريف بالدول. فالفوائد الاقتصادية للمعارض والمؤتمرات لا تقتصر على المشاركين والزوار فقط، فهي تمتد لتشمل قطاعات أخرى في الاقتصاد الذي تحتضن تلك الفعاليات ويسهم بشكل كبير في توفير فرص عمل جديدة وزيادة دخل العاملين في هذه القطاعات. وتقود بشكل مباشر الفعاليات الاقتصادية والتجارية إلى زيادة كبيرة في نسبة النقد الأجنبي في الاقتصاد ويزيد من السيولة داخله بخلاف الفوائد الأخرى غير المباشرة على المديين المتوسط والطويل.
وبسبب اهمية سياحة الأعمال والمؤتمرات تم إنشاء وحدات متخصصة في الدول لجذب المعارض والمؤتمرات اليها عن طريق التواصل مع ابنائها بالخارج وايضا سفاراتها.

## الاهمية
- التعريف بالمدينة والدولة
- توفير عدد من الفرص الاستثمارية والوظيفية للداخل والخارج
- رفع نسب إشغال الفنادق
- اشغال كافة المنشآت من فنادق ونقل سياحي وأدلاء سياحيين
- تنشط السوق السياحي

## تأثير الإنترنت
مع ظهورالإنترنت ومواقع التواصل الاجتماعي، تم الاعتقاد ان السياسات الترويجية والتسويقية للشركات ستختلف بسبب التخوف من تأثير الإنترنت على صناعة المعارض، من باب ان اللقاء عبر الإنترنت والاجتماعات عبر الشاشات ستحل وتؤثر على المؤتمرات والمعارض والاجتماعات ونسبتهان ولكن من الواقع العملي ثبن أنه لاشيء يحل محل التواصل وجها لوجه والتعرف المباشر بين العارض والمستهلك في المعارض أو النقاشات المباشرة في المؤتمرات والندوات، واصبح الإنترنت ومواقع التواصل الاجتماعي والتكنولوجيا الحديثة جزءا من صناعة المعارض والمؤتمرات وزاد الاعتماد على الإنترنت لاستقطاب الجمهور.

## جمعيات متخصصة بهذا القطاع
- الجمعية الدولية لمنظمي الاجتماعات.
- الجمعية الدولية للمؤتمرات والاجتماعات.
- جمعية الإدارة المحترفة للمؤتمرات.
- الجمعية الأمريكية للمدراء التنفيذيين.
- جمعية المدراء التنفيذيين لسياحة الحوافز.